# Gregg Edelman
Gregg Edelman (* 12. September 1958 in Chicago, Illinois) ist ein US-amerikanischer Film-, Fernseh- und Theaterschauspieler.
Edelman besuchte gemeinsam mit Nancy Lee Grahn die Niles North High School und schloss 1980 an der Northwestern University ab.
Edelman war von 1995 bis 2015 mit Carolee Carmello verheiratet und hat mit ihr zwei Kinder.

## Filmographie (Auswahl)
- 1985: Spenser
- 1986: Manhattan Project – Der atomare Alptraum
- 1989: Verbrechen und andere Kleinigkeiten
- 1990: Green Card – Schein-Ehe mit Hindernissen
- 1996: Central Park West
- 1996: Der Club der Teufelinnen
- 1996: Passion
- 1997: Unsere Liebe darf nicht sterben
- 1997: Die Schöne und das Biest – Weihnachtszauber
- 1997: Anastasia
- 1998: Stille Nacht, heilige Nacht – Buster & Chauncey und die Geschichte des Weihnachtsliedes
- 1999: Das schwankende Schiff
- 1999: Puppet
- 2001: Ed – Der Bowling-Anwalt
- 2002: Hollywood Ending
- 2002: City by the Sea
- 2003: Die Straßen von Philadelphia
- 2004: Spider-Man 2
- 2005: Criminal Intent – Verbrechen im Visier
- 2003–2006: Law & Order: New York
- 2006: Little Children
- 2009: Law & Order
- 2009: Selbst ist die Braut
- 2009: Good Wife
- 2010: Mercy
- 2010: Jung und Leidenschaftlich – Wie das Leben so spielt
- 2011: Onion SportsDome
- 2012: Liberal Arts
- 2012: 30 Rock
- 2014: NIght Has Settled
- 2014: Blue Bloods – Crime Scene New York
- 2014: Market Trip
- 2015: Jane Wants a Boyfriend
- 2016: Shades of Blue
- 2016: Deadbeat
- 2016: BrainDead
- 2016: Larchmont
- 2017: Madam Secretary
- 2018: House of Cards
- 2018: The Marvelous Mrs. Maisel
- 2019: Evil
- 2019: All the Little Things We Kill
- 2020: The Sinner
- 2020: Billions